# Tsuyoshi Hakkaku
Tsuyoshi Hakkaku (八角 剛史 Hakkaku Tsuyoshi?), född 20 april 1985 i Chiba prefektur, är en japansk fotbollsspelare.
Hakkaku började sin karriär 2008 i Yokohama FC. Han spelade 123 ligamatcher för klubben. 2013 flyttade han till Giravanz Kitakyushu. Han avslutade karriären 2017.